# Loveless (album)
Pour les articles homonymes, voir Loveless.
Albums de My Bloody Valentine
Isn't Anything
(1988) m b v
(2013)
Loveless est le deuxième album studio du groupe irlandais My Bloody Valentine, sorti le 4 novembre 1991 sur le label Creation Records. Deuxième album studio du quatuor irlandais, il est considéré par de nombreux critiques comme son magnum opus, l'un des albums les plus influents du rock indépendant des années 1990 et l'un des albums phares du shoegazing.
L'album coûta 100 000 £, mais du fait du perfectionnisme exacerbé et des doutes permanents du leader Kevin Shields, l'ensemble du processus d'enregistrement prit trois années et coûta 250 000 £, résultant de la sortie de deux singles (Glider et Tremolo, sur lesquels les chansons Soon et To Here Knows When sortirent au public) et quatre clips musicaux[Lesquels ?], ce qui faillit entraîner la faillite de leur label.
En 2013, il a fait l'objet d'un tribute par des artistes issus de la scène japonaise. Cet album « hommage » est intitulé Yellow Loveless (en).

## Liste des titres
1. Only Shallow (Bilinda Butcher, Kevin Shields) - 4:17
2. Loomer (Butcher, Shields) - 2:38
3. Touched (Colm O'Ciosoig) - 0:56
4. To Here Knows When (Butcher, Shields) - 5:31
5. When You Sleep (Shields) - 4:11
6. I Only Said (Shields) - 5:34
7. Come in Alone (Shields) - 3:58
8. Sometimes (Shields) 5:19
9. Blown a Wish (Butcher, Shields) - 3:36
10. What You Want (Shields) - 5:33
11. Soon (Shields) - 6:58

## Crédits
- Colm O'Ciosoig - batterie, sampler, mixage
- Bilinda Butcher - chant, guitare
- Debbie Googe - basse
- Kevin Shields - guitare, chant, sampler, production, mixage